# 42 (film)
Pour les articles homonymes, voir 42 (nombre).
Pour plus de détails, voir Fiche technique et Distribution.
42 est un film américain réalisé par Brian Helgeland et sorti en 2013. Il retrace l'intégration, dans la ligue majeure de baseball des États-Unis, de la légende du baseball Jackie Robinson, incarné par Chadwick Boseman.

## Synopsis
Jackie Robinson est le premier joueur de baseball afro-américain à évoluer dans les Ligues Majeures, où il a joué pour les Dodgers de Brooklyn. 

## Fiche technique
- Titre original et français : 42
- Réalisation et scénario : Brian Helgeland
- Musique : Mark Isham
- Photographie : Don Burgess
- Montage : Kevin Stitt
- Décors : Richard Hoover
- Costumes : Caroline Harris
- Direction artistique : Sharon Davis et Aaron Haye
- Production : Thomas Tull

Producteurs délégués : Jason Clark, Dick Cook et Jon Jashni
Coproducteurs : Darryl Pryor et Jillian Share Zaks
- Société de production : Warner Bros. et Legendary Pictures
- Distribution : Warner Bros. (États-Unis, Canada)
- Budget : 40 millions $[1]
- Genre : drame biographique
- Durée : 128 minutes
- Pays de production :  États-Unis
- Langue originale : anglais
- Format : couleur - 2.35:1 - son : Dolby Digital, Datasat, SDDS
- Dates de sortie[2] :
  - États-Unis, Canada : 12 avril 2013
  - France : 2 mai 2014 (directement en vidéo)[3]

## Distribution
- Chadwick Boseman (V.F. : Namakan Koné ; V. Q. : Frédéric Paquet) : Jackie Robinson
- Harrison Ford (V. F. : Richard Darbois[4] ; V. Q. : Mario Desmarais) : Branch Rickey
- Christopher Meloni (V. Q. : Benoit Rousseau) : Leo Durocher
- John C. McGinley (V. F. : François Dunoyer ; V. Q. : Jean-Luc Montminy) : Red Barber
- Lucas Black (V. F. : Jérôme Frossard ; V. Q. : Jean-François Beaupré) : Pee Wee Reese
- Alan Tudyk (V. Q. : Thiéry Dubé) : Ben Chapman
- Nicole Beharie (V. Q. : Magalie Lépine-Blondeau) : Rachel Isum Robinson
- Ryan Merriman (V. F. : Anatole de Bodinat ; V. Q. : Nicholas Savard L'Herbier) : Dixie Walker
- T.R. Knight (V. Q. : Alexis Lefebvre) : Harold Parrott
- Hamish Linklater (V. Q. : Pierre-Yves Cardinal) : Ralph Branca
- André Holland (V. F. : Éric Aubrahn ; V. Q. : Frédéric Pierre) : Wendell Smith
- Toby Huss (V. Q. : Guy Nadon) : Clyde Sukeforth
- Brett Cullen (VQ : Martin Desgagné) : Clay Hopper
- Brad Beyer (V. F. : Renaud Heine ; V. Q. : Maxime Allard) : Kirby Higbe
- Max Gail (V. F. : Gérard Sergue ; V. Q. : Alain Fournier) : Burt Shotton
- C. J. Nitkowski (V. F. : David van de Woestyne) : Dutch Leonard
- Kelley Jakle : Alice

Sources et légende : Version française (V. F.) sur RS Doublage Version québécoise (V. Q.) sur Doublage Québec

## Production

### Développement
En janvier 2008, Robert Redford annonce son intention de consacrer un film à l'histoire de Jackie Robinson. Il déclare vouloir produire le film et confier la réalisation à Barry Levinson.

### Attribution des rôles
Robert Redford devait à l'origine tenir le rôle de Branch Rickey.

### Tournage
Le tournage a eu lieu principalement à Macon en Géorgie, Birmingham en Alabama ainsi qu'à Chattanooga dans le Tennessee.

## Distinctions

### Nominations
- Satellite Awards 2013 : meilleur acteur dans un second rôle pour Harrison Ford.